# Goodbye and Hello
Az 1967-es Goodbye and Hello Tim Buckley második nagylemeze. 2001. január 22-én újra kiadták a Tim Buckley debütáló albummal egy válogatásban.
Szerepel az 1001 lemez, amit hallanod kell, mielőtt meghalsz című könyvben.

## Az album dalai
|     | Cím                               | Szerző(k)                  | Hossz |
| --- | --------------------------------- | -------------------------- | ----- |
| 1.  | No Man Can Find the War           | Larry Beckett, Tim Buckley | 2:58  |
| 2.  | Carnival Song                     | Tim Buckley                | 3:10  |
| 3.  | Pleasant Street                   | Tim Buckley                | 5:15  |
| 4.  | Hallucinations                    | Larry Beckett, Tim Buckley | 4:55  |
| 5.  | I Never Asked to Be Your Mountain | Tim Buckley                | 6:02  |
| 6.  | Once I Was                        | Tim Buckley                | 3:22  |
| 7.  | Phantasmagoria in Two             | Tim Buckley                | 3:29  |
| 8.  | Knight-Errant                     | Larry Beckett, Tim Buckley | 2:00  |
| 9.  | Goodbye and Hello                 | Larry Beckett, Tim Buckley | 8:38  |
| 10. | Morning Glory                     | Larry Beckett, Tim Buckley | 2:52  |

## Közreműködők
- Tim Buckley – gitár, ének
- Lee Underwood – gitár, billentyűk
- John Farsha – gitár
- Brian Hartzler – gitár
- Jim Fielder – basszusgitár
- Jimmy Bond – basszusgitár
- Don Randi – billentyűk
- Henry Diltz – szájharmonika a Once I Was dalon
- Jerry Yester – billentyűk
- Carter Collins – kongák, ütőhangszerek
- Dave Guard – ütőhangszerek
- Eddie Hoh – ütőhangszerek